# ヨゼフ・コウデルカ
ヨゼフ・コウデルカ（チェコ語: Josef Koudelka 、1938年1月10日 - ）は、チェコスロバキア出身の写真家。ジョセフ・クーデルカとも呼ばれる。

## 人物
ソ連軍のプラハ侵攻、いわゆるプラハの春の写真を撮り、ロバート・キャパ・ゴールドメダルを受賞したことで知られる。この時の写真はフィリップ・カウフマン監督の「存在の耐えられない軽さ」の時代考証にも使われた。
カメラは1960年代当時一番入手しやすかったことからエクサクタを愛用した。プラハ装飾美術館でディレクターをしていたアンナ・ファロバが東ドイツに旅行する際にフレクトゴン35mmF2.8の購入を頼んだが、旅先で入手できずフレクトゴン25mmF4を買って来てしまった。しかしこのフレクトゴン25mmF4によりジプシーを撮影して一躍有名になった。

## 経歴
- 1938年 - モラヴィアのボスコヴィツェ（英語版）（現在はチェコ領）に生まれる。チェコ工科大学で航空学を学び、航空技術者として働く一方、写真家として活躍した。
- 1968年 - プラハの春を取材し、このフィルムを西側に持ち出し作品を発表した。
- 1969年 - このプラハの春を撮った写真でロバート・キャパ・ゴールドメダル(en)を匿名で受賞した。
- 1970年 - イギリスに亡命した。
- 1971年 - エリオット・アーウィットの招きでマグナム・フォトに参加した。
- 1974年 - マグナムの正会員になった。
- 1987年 - フランス国籍を取得した。
- 1994年 - テオ・アンゲロプロス監督の「ユリシーズの瞳」のスチル写真を担当した。
- 2011年 - 東京都写真美術館で「ジョセフ・クーデルカ プラハ侵攻1968」展を開催した。